# مقاطعة مارشال (فرجينيا الغربية)
مقاطعة مارشال هي مقاطعة في فيرجينيا الغربية، بلغ عدد سكانها 33٬107  نسمة، في 2010، عاصمتها مووندسفيل، تبلغ مساحتها 809 كيلومتر مربع.

## الموقع
تشترك في الحدود مع:
- مقاطعة غرين
- مقاطعة واشنطن.

## أعلام
- هنري كلاي كالدويل